# Paracaryanda
Paracaryanda is een geslacht van rechtvleugeligen uit de familie veldsprinkhanen (Acrididae). De wetenschappelijke naam van dit geslacht is voor het eerst geldig gepubliceerd in 1955 door Willemse.

## Soorten
Het geslacht Paracaryanda  is monotypisch en omvat slechts de volgende soort:
- Paracaryanda montana (Willemse, 1955)